# Liberia en los Juegos Olímpicos de Atenas 2004
Liberia estuvo representada en los Juegos Olímpicos de Atenas 2004 por dos deportistas, un hombre y una mujer, que compitieron en atletismo.
La portadora de la bandera en la ceremonia de apertura fue la atleta Gladys Thompson. El equipo olímpico liberiano no obtuvo ninguna medalla en estos Juegos.